# Subways of Your Mind
Subways of Your Mind, zuvor bekannt als The Most Mysterious Song on the Internet (auch Like the Wind, Blind the Wind, Check it In, Check it Out oder Take it In, Take it Out gemäß einigen nachempfundenen Songpassagen), ist die Bezeichnung für ein New-Wave-Lied, dessen Aufnahme- und Erscheinungsjahr, Interpret, Liedtext und Titel lange unbekannt waren. 2024 wurde das Lied der Kieler Band Fex zugeordnet. Seit 2019 war das Lied Gegenstand eines viralen Internetphänomens, dessen Ursprung von vielen Nutzern von Websites wie Reddit und Discord kontrovers diskutiert wurde.

## Liedtext
Der Titel und Liedtext des Songs galt lange als unbekannt und wurde von vielen Nutzern diskutiert. Aufgrund der vergleichsweise schlechten Aufnahmequalität und des deutschen oder österreichischen Akzents des Sängers blieb Spekulationsspielraum. Auf YouTube existieren zahlreiche Cover- und nachbearbeitete Versionen des Songs, deren Geschwindigkeit und Tonhöhen korrigiert wurden, um den Text besser verstehen zu können. Es gab viele Theorien darüber, wovon der Song handelt. Die populärste war, dass das Lied vom Kalten Krieg, dem Kommunismus in Ostdeutschland oder der Berliner Mauer handelt. Laut anderen Theorien sollte der Sänger über eine Trennung von einer Person oder andere persönliche Dinge singen.

## Geschichte

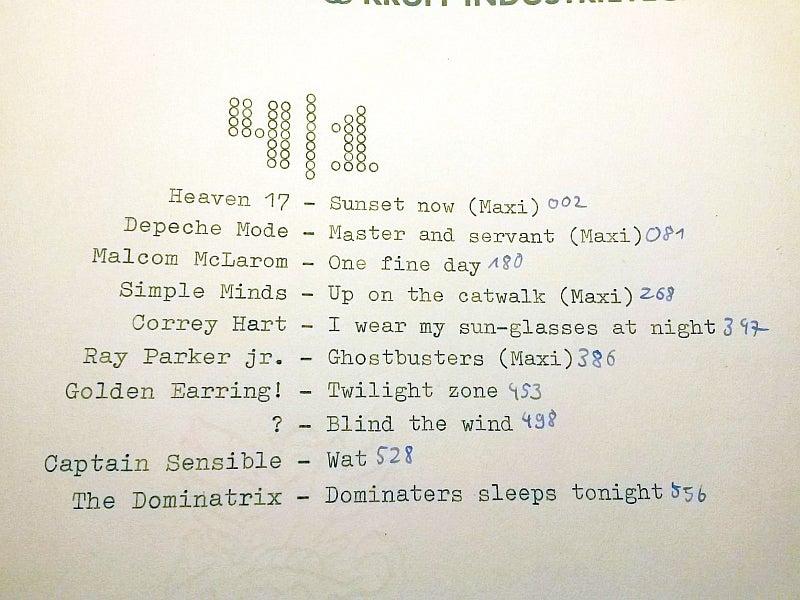

Der Song wurde zwischen 1982 und 1984 im Norddeutschen Rundfunk (vermutlich  in der Radiosendung Musik für junge Leute vom britischen Radiomoderator Paul Baskerville) gespielt.
Baskerville und sein Plattenhändler wurden befragt, wobei Baskerville angab, sich nicht an den Song zu erinnern, und sein Plattenhändler, dass er nichts mehr davon wissen wolle. Auch ist denkbar, dass der Song in der Radiosendung Der Club im NDR 2, moderiert von Lutz Ackermann, in der Rubrik Clubmusik selbst gemacht gespielt wurde, in der unbekannte Bands ihre Lieder einsenden konnten.
Eine Frau mit dem Vornamen Lydia lud am 18. März 2007 einen 74-sekündigen Ausschnitt eines Liedes, das ihr Bruder Darius zwischen 1982 und 1984 von einem deutschen Radiosender auf Kassette aufgezeichnet habe, im Internetforum Spiritofradio.ca hoch und fragte, ob jemand den Sänger des Songs kenne, wobei sie keine Antwort erhielt. Am 17. April 2011 lud der Nutzer redoalfo den Songausschnitt erstmals auf YouTube unter dem Namen „Unknown Song – Cancion Desconocida – Track Id.“ hoch. Am 1. Juli 2019 legte der Reddit-Nutzer Gabriel den Subreddit r/TheMysteriousSong an, in dem Hinweise zum Ursprung des Songs gesammelt und diskutiert werden. Am selben Tag kommentierte der Nutzer newacountz auf r/TheMysteriousSong, dass Paul Baskerville den Song während seines Programms Musik für junge Leute gespielt haben könnte, der um die Zeit, um die der Song angeblich im NDR gespielt wurde, oft Musik von unbekannten Bands abspielte, woraufhin Gabriel ihn auf Facebook kontaktierte. Am 12. Juli 2019 postete der Nutzer johnnymetoo den vollen Song auf r/TheMysteriousSong, den er laut eigener Aussage im Jahr 2007 vom Usenet herunterlud. Auch auf Youtube wurde eine Version hochgeladen, deren Original jedoch heute nicht mehr verfügbar ist. Am 21. Juli 2019 spielte Baskerville den Song während seiner Sendung Nachtclub. Er antwortete Gabriel, dass seine Zuhörer der Meinung waren, dass er diesen Song wahrscheinlich nicht zwischen 1982 und 1984 spielte und noch die Möglichkeit bestehe, in seiner Plattensammlung nachzusehen, was aufgrund der Menge an Platten in seiner Sammlung laut eigener Aussage eine Aufgabe für ihn sei, wenn er in Rente ist. In einem Interview mit dem RBB erklärte Baskerville, dass er 10.000 Platten habe. Er vermutet, dass es sich um eine Demoaufnahme gehandelt hat, die einmalig von einem NDR-Moderator gespielt und danach weggeworfen wurde. Im Laufe der Identifizierung des Songs ab November 2024 stellte sich heraus, dass es sich tatsächlich um eine Probeaufnahme der Kieler Band Fex handelte. Um den Jahreswechsel 2024 / 2025 herum entdeckte Michael Hädrich in seinem Münchner Studio die zuvor verschollene Kassette mit exakt derselben Version, die Darius damals aus dem Radio aufgenommen hatte. Die Kassette wurde laut Hädrich direkt vom Originalband aufgenommen. Diese neu entdeckte Version wurde 2025 digitalisiert und am 13. Januar 2025 unter dem Titel Subways of Your Mind (Original version of TMMS) von der Band veröffentlicht.

## Verworfene Lösungsansätze
Neben dem erfolglosen Bemühen, den Song einer schon bestehenden Album- oder Singleveröffentlichung einer bestimmten Band zuzuordnen, wurden Zuordnungsversuche zu Bands bzw. Künstlern unternommen, bei denen insbesondere der Gesang auf veröffentlichten Songs durch Ähnlichkeiten zu Like the Wind aufgefallen war. Die so über ihre 1980 veröffentlichte Single Strangers ins Spiel gebrachte englische Post-Punk-Band The Sinking Ships führte schlussendlich durch die Auskunft ihres damaligen Mitglieds, Terry Welbourn, dass der Song nicht von The Sinking Ships stamme, ebenso zu keiner Lösung wie unzählige andere verfolgte Spuren, darunter auch solche, die sich als Fake herausstellten.
Bis zum November 2024 wurden zwei Lösungsansätze diskutiert, deren gewisse Brisanz sich dadurch auszeichnet, dass zwei Musiker aus unterschiedlichen Ländern bestätigt haben, an der Entstehung des Songs in den 1980er-Jahren beteiligt gewesen zu sein, und dass in der Folge davon noch ein weiterer Musiker aus einem dritten Land behauptet, an der Aufnahme des Songs mitgewirkt zu haben:

### Statues in Motion
Nach Angaben von Billy Knight (bürgerlicher Name: Vasilis Paleokostas) handelt es sich bei Like the Wind um einen 1982 aufgenommenen Song der griechischen New-Wave-/Synthiepop-Band Statues in Motion, der es aus Platzgründen nicht auf die gleichnamige Albumveröffentlichung aus dem Jahre 1983 geschafft habe.
Gesungen habe Alvin Dean (bürgerlicher Name: Giorgios/George Dalambira), über dessen Berlin-Aufenthalt nach Trennung der Band der Song seinen Weg ins deutsche Radioprogramm gefunden haben könne. U. a. die Diskrepanz zwischen dem im Song nach großem Konsens sehr wahrscheinlich verwendeten Synthesizer Yamaha DX7 (erhältlich erst ab 1983), mit dem einige Synthesizer-Passagen des Songs überhaupt erst zu realisieren gewesen seien, und der Angabe von Billy Knight, den Song mit einem Yamaha CS-15D eingespielt zu haben, dessen technische Möglichkeiten nach Meinung der Kritiker dazu gar nicht ausgereicht hätten, sowie weitere Widersprüche in den Aussagen von Billy Knight sprechen gegen die Urheberschaft von Statues in Motion, an denen auch noch Ilias Mitsakis (alias Elli Kane) als Liedtexter und Manager beteiligt war.

### Ronnie Urini und Christian Brandl
Ein vorläufiger Endpunkt der vorhandenen Lösungsansätze war die von Armin Linder am 26. März 2021 online dargestellte Theorie, nach der die beiden österreichischen Musiker Ronnie Urini und der 1987 bereits verstorbene Christian Brandl (Gründungsmitglied von Chuzpe) das Lied Ende Dezember 1983 in einer deutschen und englischen Version komponiert haben. Urini soll als Schlagzeuger und Brandl als Sänger des Songs mitgewirkt haben. Laut Urini sei das Lied damals als Zwischenmix beim Radio gelandet. Pläne und Ideen für ein erweitertes Arrangement, bei dem u. a. der instrumentale Mittelteil des Songs für ein Saxofon-Solo von Heinz Hochrainer dienen sollte, wurden allerdings nicht mehr umgesetzt. Als Beleg führt Ronnie Urini ein altes Textblatt an, das er in seinem Keller gefunden habe, und auf dem die Lyrics des Songs auf Deutsch festgehalten sind. Urini hat das Lied mittlerweile bei der österreichischen Verwertungsgesellschaft AKM  registriert (unter der Werknummer: 25044186). Linder selber räumt die Möglichkeit ein, dass die von ihm recherchierte Lösung zwar stimmig sei, aber trotzdem nicht der Wahrheit entsprechen müsse, da unwiderlegbare Beweise fehlten, sich die Beteiligten auch getäuscht haben könnten. Mit dieser eher skeptischen Haltung ist es dann auch das Ziel von Linder, mit seinem Beitrag „möglicherweise für die Bestätigung oder Widerlegung der Theorie zu sorgen“. Gleichwohl hatte die nach eigenen Angaben mit Ronnie Urini befreundete österreichische Band 1zu1, bestehend aus Gudrun Rubini und St. Ananas (alias Fritz Weisman), am 24. März 2021 eine Cover-Version des Songs mit den bisher unveröffentlichten deutschen Lyrics auf YouTube veröffentlicht. Als Komponisten waren Ronnie Rocket (alias Ronnie Urini) und Christian Brandl angegeben, als Entstehungsjahr wurde 1983 genannt. Beide Textversionen (Englisch und Deutsch) fanden sich im Posting zum Video. Mittlerweile (Mitte November 2024) ist das Video gelöscht, und auch auf einer weiteren Webseite nicht mehr verfügbar, wobei dort die Angaben zur Urheberschaft von Urini/Brandl und zur Entstehung noch erhalten sind. Schon am 13. April 2021 war ein weiteres Video des Songs auf YouTube von der Band erschienen. Am 22. Februar 2022 erfolgte dann die Veröffentlichung auf dem österreichischen Label ATS Records im Rahmen des Albums Ehrlich.
Urini selber hatte noch im Dezember 2023 seine Urheberschaft gegenüber der österreichischen Tageszeitung Die Presse bestätigt.
Auch diese Lösungsvariante ist nicht ohne Widerspruch geblieben und gipfelte in einem weiteren Bekenntnis zur Urheberschaft des Songs in einem Kommentar des YouTube-Users MTV’s Sanctuary zum Video von 1zu1: Der Song sei 1984 von ihm mit seiner Band Jezebel And The Martyrs in Hamburg aufgenommen worden, um ein geplantes, aber letzten Endes nicht mehr fertig gestelltes Album in der NDR-Radiosendung Der Club zu promoten.

## Identifizierung

### Fex
Im November 2024 stellte der anonyme Reddit-Nutzer marijn1412 dann die Theorie auf, das Lied sei der in den 1980er-Jahren aktiven Kieler Band Fex zuzuordnen. Er habe ein Mitglied der Band ausfindig gemacht, das seine Recherchen bestätigt habe. Zudem präsentierte der Reddit-Nutzer eine alternative Version des Lieds, die ihm die Band habe zukommen lassen. Wenige Tage später kontaktierte das mittlerweile in München lebende ehemalige Fex-Mitglied Michael Hädrich das Münchner Boulevardblatt Tz und bestätigte in einem Interview die Angaben des Reddit-Nutzers. In diesem Zeitraum wurde das Lied unter dem Titel Like the Wind (Subways of Your Mind) bei der deutschen musikalischen Verwertungsgesellschaft GEMA registriert, wobei Ture Rückwardt, ebenfalls Mitglied der Band Fex, als Komponist und Textdichter angegeben ist. Am 6. November 2024 wurde das Lied erstmals belegbar vom RBB-Sender Radio Eins gespielt. Einen Tag später trug die Band eine Unplugged-Version des Liedes im Rahmen einer Live-Sendung des Radiosenders NDR 1 vor. Das Schleswig-Holstein Magazin des NDR berichtete flankierend in einer dreieinhalbminütigen Kurzdokumentation im Fernsehen. Während der anfängliche Tz-Artikel noch differenziert berichtete, werden Fex sowohl in folgenden Medienberichten als auch von der Online-Community weitestgehend als Autoren des Liedes angesehen. Befürworter der These heben unter anderem die erstmalige Veröffentlichung weiterer Versionen durch die Band sowie eine auditive Ähnlichkeit gegenüber dem als Grundlage der Suche dienenden Radiomitschnitt hervor. Sekundärquellen, die eine Veröffentlichung des Liedes durch Fex in den 80er Jahren sicher belegen könnten, sind bisher jedoch nicht bekannt.
Sowohl Fex als auch Urini/Brandl haben das Lied bei der musikalischen Verwertungsgesellschaft ihres Heimatlandes registriert. Über rechtliche Schritte zwischen beiden Parteien zur Klärung des Urheberrechtsanspruchs ist bisher nichts bekannt geworden.